# IG Metall Bildungszentrum

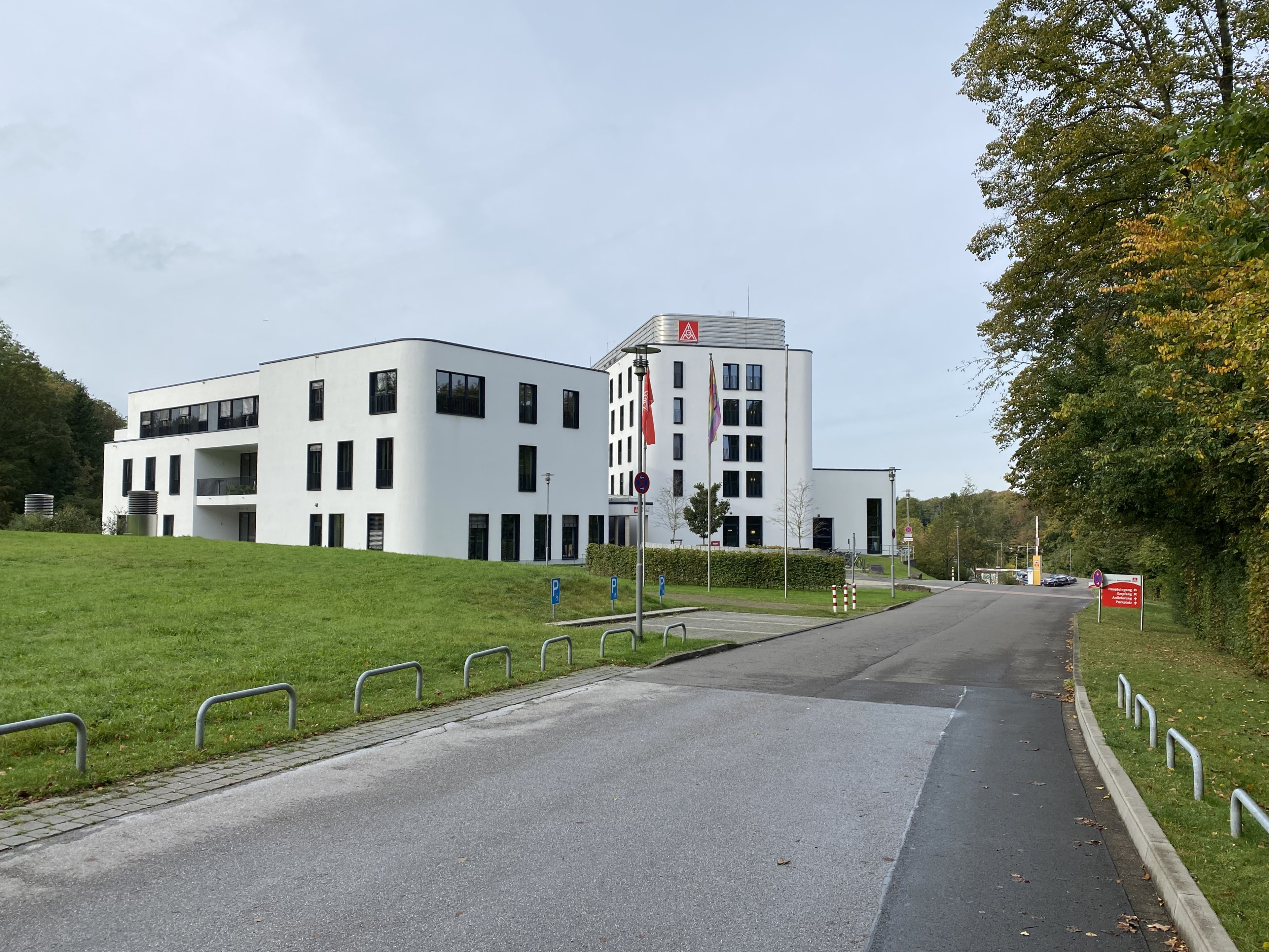
IG Metall Bildungszentrum (Sprockhövel)

Das IG Metall Bildungszentrum Sprockhövel ist ein Bildungs- und Konferenzzentrum der Gewerkschaft IG Metall. Bei seiner Eröffnung war es die größte Bildungseinrichtung ihrer Art europaweit.

## Geschichte und erstes Gebäude
Das erste Gebäude der von der IG Metall betriebenen Bildungsstätte in Sprockhövel in Nordrhein-Westfalen wurde in den Jahren 1968 bis 1971 auf einem zuvor landwirtschaftlich genutzten Areal südlich des Stadtkerns in Obersprockhövel errichtet. Die Einweihung fand am 3. September 1971 im Beisein des damaligen Bundespräsidenten Gustav Heinemann statt. Das Gebäude des Bildungszentrums maß 190 m × 115 m und verfügte somit über eine überbaute Fläche von 29.423 m² auf zwei Etagen. In diesem Komplex enthalten waren neben 216 Gästezimmern und 10 Seminar- und Lehrsälen die Infrastruktur eines modernen Tagungshotels, also Restaurant, Bar, Schwimmbad, Sauna und diverse Freizeitangebote.
Der bisherige Gebäudekomplex wurde nach der Errichtung des Neubaus im Jahr 2012 entkernt und abgerissen. Hohe Betriebs- und Unterhaltskosten, sowie ein geschätzter Sanierungsbedarf in Höhe von 25 bis 30 Millionen Euro aufgrund undichter Dächer, Fenster und Fassaden hatten seitens des Betreibers zum Entschluss geführt, den knapp 40 Jahre alten Komplex durch einen wesentlich kleineren Neubau mit dann nur noch knapp 180 Betten in 126 Zimmern zu ersetzen.

## Neues Gebäude
In den Jahren 2009 bis 2011 wurde der alte Komplex durch einen Neubau im Stil eines Tagungshotels ersetzt, der den veränderten Nutzungsanforderungen sowie der geringeren Auslastung Rechnung tragen soll. Einweihung des unmittelbar neben dem alten Gebäude errichteten Neubaus war im September 2011.
Das neue Haus hat fünf variabel belegbare Seminarräume und 24 Arbeitsgruppenräume auf einer Grundfläche von 256.000 m². Es gibt zusätzlich einen teilbaren großen Saal für circa 450 Personen für größere Veranstaltungen. Das Haus kann Platz für 20.000 Seminarteilnehmer pro Jahr bieten.
Das neue Gebäude beinhaltet kein Schwimmbad mehr und setzt stattdessen auf einen Wellnessbereich mit Sauna- und Fitnessangeboten. Des Weiteren steht neben Gastronomie und einer Bowlingbahn auch ein Außenareal zur Verfügung, wo neben Basketball, Fußball, Badminton, Boule und Kletteranlagen auch ein angrenzendes Waldstück zum Mountainbiken genutzt werden kann.

## Veröffentlichungen
- Malte Müller / Richard Rohnert / Petra Wolfram (Hrsg.): Vorwärts und nichts vergessen! - Aus der Geschichte lernen. VSA: Verlag, Hamburg 2021, ISBN 978-3-96488-131-1
- Malte Müller / Richard Rohnert / Petra Wolfram (Hrsg.): Menschen für Veränderungen gewinnen! VSA: Verlag, Hamburg 2021, ISBN 978-3-96488-131-1
- Malte Müller / Richard Rohnert / Petra Wolfram (Hrsg.): Emanzipatorische Bildungsarbeit  - Herausforderungen in unsicheren Zeiten, VSA: Verlag, Hamburg 2021, ISBN 978-3-96488-129-8
- Malte Müller / Richard Rohnert / Petra Wolfram (Hrsg.): Jetzt erst Recht! - Spurensuche für eine menschliche Gesellschaft trotz Corona, VSA: Verlag, Hamburg 2021, ISBN 978-3-96488-128-1

## Weitere Bildungseinrichtungen der IG Metall
Die IG Metall bietet auch in folgenden Bildungszentren Seminare für ihre Mitglieder an:
- IG Metall-Bildungszentrum Bad Orb
- IG Metall-Bildungsstätte Pichelssee in Berlin
- IG Metall-Bildungszentrum Lohr
- IG Metall-Bildungszentrum Werner-Bock-Schule in Beverungen
- IG Metall-Jugendbildungsstätte Schliersee

sowie in der Kritischen Akademie Inzell